# إلسهوفن
ايلزهوفن (بالألمانية: Ilshofen) هي مدينة وبلدة ألمانية تقع في ألمانيا في بادن-فورتمبيرغ. يقدر عدد سكانها بـ 6,071 نسمة .

## المدن التوأمة
مدن Kleinsölk ولنغهفلد هي مدن توأمة لـايلزهوفن.